# Хайнрих LXIX Ройс-Кьостриц
Хайнрих LXIX Ройс-Кьостриц (на немски: Heinrich LXIX Reuß zu Köstritz; * 19 май 1792 в Кьостриц; † 1 февруари 1878 в Кьостриц) от род Ройс („стария клон“) е княз на Ройс-Кьостриц (1856 – 1878).
Той е син на княз Хайнрих XLVIII Ройс-Кьостриц (1759 – 1825) и графиня Кристина Хенриета Антония фон Шьонбург-Фордерглаухау (1766 – 1833), дъщеря на граф Карл Хайнрих II фон Шьонбург-Фордерглаухау (1729 – 1800) и графиня Кристиана Вилхелмина фон Айнзидел (1726 – 1798).
Хайнрих LXIX Ройс-Кьостриц се жени на 5 ноември 1834 г. във Флоренция за леди Матилде Хариет Елизабет Локе (* 12 септември 1804 в Англия; † 29 декември 1877 в Кьостриц), дъщеря на британския генерал-лейтенант Джон Лок († 1837) и потомка на философа Джон Лок. Бракът е бездетен. 
Хайнрих LXIX първо е граф на Плауен и Кьостриц и става на 12 ноември 1853 г. княз Ройс-Кьостриц. От 16 септември 1856 г. той е като наследник на братовчед му Хайнрих LXIV собственик на „парагиум“ Ройс-Кьостриц. Така става член на парламената за Ройс млада линия от 27 ноември 1871 до 1 февруари 1878 г.
Хайнрих LXIX Ройс-Кьостриц умира без наследник, наследен е през 1878 г. от далечния му братовчед Хайнрих IV Ройс-Кьостриц (1821 – 1894) от „средната линия“.